# Списак македонских писаца
|  |  |  |  |  |  |  |  |  |  |  |  |  |  |  |  |  |  |  |  |  |  |  |  |  |  |  |  |  |  |

## А
- Ђорђи Абаџиев
- Душко Аврамов
- Георги Ајановски
- Роберт Алађозовски
- Александар Алексиев
- Никола Алтиев
- Миле Ангеловски
- Боро Андов
- Стојан Андов
- Венко Андоновски
- Петре М. Андреевски
- Цане Андреевски
- Зоран Анчевски
- Борис Апостолов
- Маја Апостолоска
- Олга Арбуљевска
- Славка Арсова
- Сузана Арсова
- Георги Арсовски
- Томе Арсовски
- Михо Атанасовски
- Весна Ацевска

## Б
- Стојче Балкански
- Славе Банар
- Димитар Башевски
- Петар Башески
- Наташа Бунтеска
- Бистрица Миркуловска
- Бобан Богатиновски
- Русомир Богдановски
- Ана Илијоска-Богић
- Ђоше Бојаџиев
- Борис Бојаџиски
- Генади Болиновски
- Јован Боцевски
- Гордана Михаилова - Бошнакоска
- Вера Бужаровска

## В
- Атанас Вангелов
- Никола Вапцаров
- Бранко Варошлија
- Ристо Василевски
- Владан Велков
- Коста Веселинов
- Видое Видичевски
- Борис Вишински
- Јадранка Владова
- Марија Воденска

## Г
- Викторија Гаго
- Јосиф Грезловски - Гандето
- Ташко Георгиевски
- Христо Георгиевски
- Аполон Гилевски
- Паскал Гилевски
- Сашо Гигов - Гиш
- Душан Горенчевски
- Сотир Гулески

## Д
- Петко Дабески
- Младен Дилевски
- Димитар Димитров
- Лидија Димковска
- Гоце Димовски
- Петре Димовски
- Славе Ђорго Димоски
- Димо Н. Димчев
- Ангел Динев
- Ана Динковска
- Љиљана Дирјан
- Вецко Домазетовски
- Симон Дракул
- Васил Дрвошанов
- Миодраг Друговац
- Дејан Дуковски
- Димитрие Дурацовски
- Трајко Дурчовски

## Ђ
- Богомил Ђузел
- Јован Ђуровски

## Е
- Александар Ежов
- Лилјана Ефтимова

## Ж
- Ангел Жаров
- Саме Лимани - Жарноски
- Рајко Жинзифов

## З
- Бранко Зарески
- Митко Зафировски
- Цане Здравковски

## И
- Благоја Иванов
- Васил Ивановски
- Гого Ивановски
- Србо Ивановски
- Јован Ивањин
- Васил Икономов
- Андреј Илиевски
- Бранко Илиевски
- Тоде Илиевски
- Томе Илиевски
- Душица Илин
- Васил Иљоски
- Игор Исаковски

## Ј
- Чедо Јакимовски
- Никола Јанев
- Драган Јаневски
- Славко Јаневски
- Даринка Јанушева
- Ристо Јачев
- Љупчо Јованов
- Мето Јовановски
- Светлана Христова - Јоцић
- Мишо Јузмески

## К
- Емил Калешковски
- Иван Карадак
- Стојан Карајанов
- Ацо Караманов
- Ангел Каратанчев
- Васко Караџа
- Лазо Каровски
- Трајче Кацаров
- Блаже Китанов
- Мишо Китановски
- Ефтим Клетников
- Алдо Климан
- Зоран Ковачевски
- Славчо Ковилоски
- Блаже Конески
- Саво Костадиновски
- Владимир Костов
- Данило Коцевски
- Благоја Кочовски
- Никола Кочовски
- Ристо Крле
- Глигор Крстески
- Христо Крстевски
- Трајче Крстески
- Јоаким Крчовски
- Паско Кузман
- Александар Кујунџиски
- Жарко Кујунџиски
- Разме Кумбароски
- Васил Куновски

## Л
- Ристо Лазаров
- Благоја Лактински
- Ермис Лафазановски
- Михаил Левенски
- Милош Линдро
- Алексо Лозановски
- Борис Лозановски
- Елизабета Дончевска - Лушин

## М
- Магдалена Македонска
- Славе Македонски
- Димче Маленко
- Калина Малеска
- Владо Малески
- Коле Мангов
- Евтим Манев
- Славка Манева
- Васе Манчев
- Венко Марковски
- Миле Марковски
- Стефан Марковски
- Цветко Мартиновски
- Виолета Мартиноска
- Матеја Матевски
- Кирил Манасиев
- Соња Манџук
- Никола Маџиров
- Митко Маџунков
- Драги Михајловски
- Блаже Миневски
- Александар Митевски
- Слободан Мицковић
- Тодор Мицов
- Ранко Младеноски

## Н
- Тихо Најдовски
- Драгица Најческа
- Душко Наневски
- Сашко Насев
- Смиле Наумовски
- Волче Наумчески
- Велко Неделковски
- Миле Неделкоски
- Коле Неделковски
- Ванчо Николески
- Кирил Николов
- Оливера Николова
- Роза Николова
- Снежана Николовска
- Васо Николовски

## П
- Блаже Павловски
- Божин Павловски
- Јован Павловски
- Радован Павловски
- Димитар Пандев
- Антон Панов
- Борче Панов
- Доне Пановски
- Бранко Пендовски
- Радослав Петковски
- Трајан Петревски
- Горјан Петрески
- Христо Петрески
- Митко Петро
- Том Пецинис
- Владимир Плавевски
- Јордан Плевнеш
- Благоја Ристески - Платнар
- Видое Подгорец
- Ванчо Полазаревски
- Наум Попески
- Антон Попов
- Стале Попов
- Александар Поповски
- Анте Поповски
- Глигор Поповски
- Александар Прокопиев
- Васил Пујовски

## Р
- Науме Радически
- Кочо Рацин
- Михаил Ренџов
- Цане Ризески
- Стојан Ристески
- Душко Родев
- Ката Мисиркова – Руменова

## С
- Аврам Садикарио
- Благој Самоников
- Винка Саздова
- Михајло Свидерски
- Мирјанка Р. Селчанец
- Раде Силјан
- Благоја Силјаноски
- Стојмир Симјановски
- Стево Симски
- Бошко Смаќоски
- Михаил Сматракалев
- Веле Смилевски
- Гоце Смилевски
- Димитар Солев
- Коце Солунски
- Илинден Спасе
- Драган Спасески
- Александар Спасов
- Владислава Спироска
- Младен Србиновски
- Синиша Станковић
- Билјана Станковска
- Георги Старделов
- Луан Старова
- Горан Стефановски
- Радован Стоилов
- Горан Б. Стојановски
- Тихомир Стојановски
- Тришо Стојановски
- Дејана Т. Стојковска
- Глигор Стојковски
- Санде Стојчевски
- Страшо Страшевски
- Јован Стрезоски

## Т
- Богоја Таневски
- Стефан Таневски
- Стојан Тарапуза
- Димитар Тасевски
- Јовица Тасевски - Етернијан
- Гане Тодоровски
- Добре Тодоровски
- Васил Тоциновски
- Иван Точко

## Ћ
- Оливера Ћорвезировска
- Катица Ћулавкова
- Атанас Ћушкоски

## У
- Кочо Урдин
- Влада Урошевић

## Ф
- Методија Фотев

## Х
- Александар Христовски

## Ц
- Радован П. Цветковски
- Бранко Цветкоски
- Марко Цепенков

## Ч
- Тодор Чаловски
- Томо Чаловски
- Доне Чапарев
- Иван Чаповски
- Крсте Чачански
- Коле Чашуле
- Вера Чејковска
- Војдан Чернодрински
- Живко Чинго

## Џ
- Ненад Џамбазов
- Илија Џаџев
- Иван Џепароски

## Ш
- Петко Шипинкаровски
- Ристо Шанев
- Ана Шапкалиска
- Кузман Шапкарев
- Елизабета Шелева
- Виктор Б. Шећероски
- Петар Ширилов
- Ацо Шопов
- Владимир Шопов
- Евгенија Шуплинова